# Sniðfoss
Sniðfoss är ett vattenfall i republiken Island.   Det ligger i regionen Norðurland eystra, i den nordöstra delen av landet, 400 km nordost om huvudstaden Reykjavík. 
Terrängen runt Sniðfoss är platt åt nordväst, men åt sydost är den kuperad.  Trakten runt Sniðfoss är nära nog obefolkad, med mindre än två invånare per kvadratkilometer. Det finns inga samhällen i närheten. Omgivningarna runt Sniðfoss är i huvudsak ett öppet busklandskap.